# Mianwali
Mianwali (Urdu مِيانوالى) ist die Hauptstadt des Distrikt Mianwali in der Provinz Punjab in Pakistan.

## Geschichte
Vor der britischen Herrschaft bildete das Gebiet einen integralen Bestandteil des griechisch-baktrischen Reiches. Unmittelbar vor der Annexion des Punjab durch die Briten nach dem Ersten Sikh-Krieg war dieses Gebiet Teil des Sikh-Reiches. Während der britischen Herrschaft wurde Indien in Provinzen, Divisionen und Distrikte unterteilt. Die Briten hatten die Stadt Mianwali zum Hauptquartier des Distrikts Bannu gemacht, das damals Teil der Division Dera Ismail Khan in der Provinz Punjab war. Inzwischen ist Mianwali Verwaltungssitz des gleichnamigen Distrikt Mianwali. Die Einwohnerzahl von Mianwali lag nach der Volkszählung von 1901 in Indien bei 3591 Personen. Inzwischen ist Mianwali zu einer Großstadt herangewachsen.

## Bevölkerungsentwicklung
| Zensusjahr | Einwohnerzahl |
| ---------- | ------------- |
| 1901       | 003.591       |
| 1972       | 048.304       |
| 1981       | 059.159       |
| 1998       | 080.171       |
| 2017       | 118.883       |

## Söhne und Töchter der Stadt
- Tariq Niazi (1940–2008), Hockeyspieler
- Khalid Rehmat (* 1968), römisch-katholischer Ordensgeistlicher, Apostolischer Vikar von Quetta
- Shadab Khan (* 1998), Cricketspieler

## Galerie

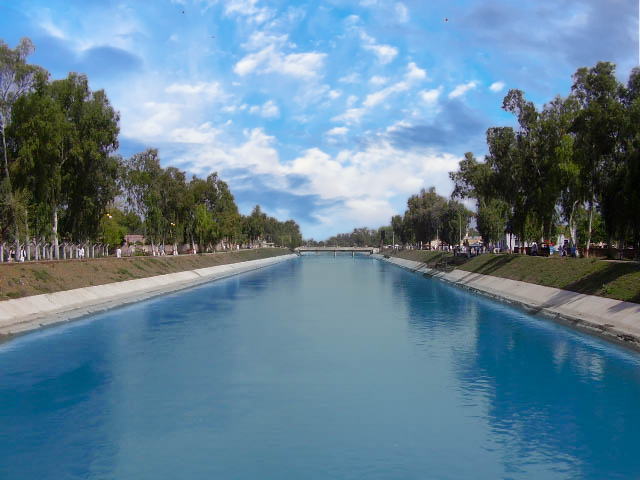
Kanal in Mianwali